# Need for Speed: World
Need for Speed: World (afgekort als NFSW en voorheen bekend als Need for Speed: World Online) was de vijftiende titel in de Need for Speed-franchise van Electronic Arts. Deze versie werd samen met EA Black Box ontwikkeld (en gerebrand naar Quicklime Games nog voor het einde van 2013). Het is de eerste massively multiplayer online racing (MMOR) in de reeks en exclusief beschikbaar voor het Windows besturingssysteem. Het werd uitgebracht op 27 juli 2010.
Personen die het NFS: World Starter Pack vooraf bestelden, kregen een vroege "head-start" in de game en konden al vanaf 20 juli 2010 van start.
Op 14 juli 2015 werden de servers van Need For Speed: World stopgezet. Sinds 2017 is NFSW weer te spelen doordat het spel door een andere maatschappij wordt aangeboden, nog steeds gratis als vroeger.

## Gameplay
Need for Speed: World nam de gameplay van Most Wanted en Carbon over. De nadruk werd gelegd op het illegale straatracen, autotunen en politieachtervolgingen. Ook namen ze klassieke MMO-elementen over als speciale krachten, "powerups" genaamd. De fictieve wereld speelde zich onder andere af in de steden Rockport en Palmont, de steden van Most Wanted en Carbon.
Men moest REP (reputatie) verzamelen om het volgend level te bereiken. Dit deed men aan de hand van races (deze kunnen zowel singleplayer als multiplayer gespeeld worden) of politieachtervolgingen succesvol af te slaan. Per race of geslaagde ontsnapping kreeg men ook een geldbedrag waarmee men upgrades of nieuwe auto's kon kopen.

## MMORG
De wereld was een online virtuele wereld. Niet alleen tijdens de races ontmoette men andere personen, maar ook tijdens het gewoon rondrijden. Het spel werd continu bijgewerkt. Zo kende de wereld dag en nacht, de vier seizoenen en feestdagen. Ook viel er bijvoorbeeld tijdens de winter sneeuw en werden vanwege Halloween spoken geplaatst. Op oudejaarsnacht was er vuurwerk te horen.

## Ontvangst
| Beoordeeld door      | Jaar | Score |
| -------------------- | ---- | ----- |
| MMOhut               | 2010 | 80%   |
| GamingHQ             | 2010 | 79%   |
| PC Gaming World      | 2010 | 78%   |
| IGN                  | 2010 | 60%   |
| Games Radar          | 2010 | 60%   |
| guardian.co.uk       | 2010 | 60%   |
| Eurogamer.net (UK)   | 2010 | 60%   |
| GameStar (Duitsland) | 2010 | 54%   |
| 1UP                  | 2010 | 50%   |
| 4Players.de          | 2010 | 49%   |
| JeuxVideoPC.com      | 2010 | 40%   |

The Need for Speed · II · III: Hot Pursuit · Road Challenge · Porsche 2000 · Hot Pursuit 2 · Underground · Underground 2 · Underground Rivals · Most Wanted (2005) · Carbon · Pro Street · Undercover · Nitro · Shift · World · Hot Pursuit (2010) · Shift 2: Unleashed · The Run · Most Wanted (2012) · Rivals · Need for Speed · Payback · Heat · Unbound